# Muhsin Hendricks
Muhsin Hendricks (junho de 1967 - 15 de fevereiro de 2025) foi um imã sul-africano, estudioso islâmico e ativista LGBT. Ele esteve envolvido em vários grupos de defesa dos direitos LGBT e lutou por maior aceitação de pessoas LGBT dentro do Islã. Ele é considerado o primeiro imã abertamente gay do mundo, tendo se assumido como homossexual em 1996. Hendricks foi vítima de um crime de ódio em fevereiro de 2025 em Gqerbeha, África do Sul, e morreu devido a ferimentos a bala em uma tentativa de assassinato.